# 無斑鋸鱗魚
無斑鋸鱗魚（学名：Myripristis vittata），又名红条锯鳞鱼、無斑鋸鱗魚及赤鰓松毬，为金鱗魚科鋸鱗魚屬下的一个种。分布于台湾恒春到南洋群岛及毛里求斯等珊瑚区等。

## 分布
本魚分布在日本土佐灣以南及西太平洋海域。

## 深度
水深10至50公尺。

## 特徵
本魚頭部、身體以及各鰭部均為橙紅色，其鰓蓋後緣並無黑色帶，尾鰭則呈明顯的丫字型，眼大。體長可達25公分。

## 生態
為夜行性魚類，平常以甲殼類、小魚類充當食物。晝間單獨或成群聚集在礁洞內，棲息在珊瑚礁之水域。夜間則會游到岩礁旁的沙質海底覓食。

## 經濟利用
食用魚，但肉質糜爛，適合煎食。內臟有累積熱帶魚毒，應避免食用這些部位。